# Diócesis de Kannur
La diócesis de Kannur (en latín: Dioecesis Kannurensis, en inglés: Roman Catholic Diocese of Kannur y en malabar: കണ്ണൂർ രൂപത) es una circunscripción eclesiástica de la Iglesia católica en India. Se trata de una diócesis latina, sufragánea de la arquidiócesis de Calicut. Desde el 1 de febrero de 2014 su obispo es Alex Joseph Vadakumthala.

## Territorio y organización
La diócesis tiene 4988 km² y extiende su jurisdicción sobre los fieles católicos de rito latino residentes en el estado de Kerala en la parte del distrito de Kannur al norte del río Mahé y la parte del distrito de Kasaragod al sur del río Chandragiri.
La sede de la diócesis se encuentra en la ciudad de Kannur (antes llamada Cannanore o Cananor), en donde se halla la Catedral de la Santísima Trinidad.
En 2025 en la diócesis existían 63 parroquias y 23 estaciones misionales agrupadas en 6 decanatos.

## Historia
La diócesis fue erigida el 5 de noviembre de 1998 mediante la bula Cum ad aeternam del papa Juan Pablo II, con parte del territorio de la diócesis de Calicut.
Originalmente sufragánea de la arquidiócesis de Verapoly, el 12 de abril de 2025 pasó a formar parte de la nueva provincia eclesiástica de Calicut.

## Estadísticas
Según el Boletín de la Santa Sede del 12 de abril de 2025 la diócesis tenía a principios de 2025 un total de 55 759 fieles bautizados.
| Año                                                                             | Población            | Población | Población      | Sacerdotes | Sacerdotes    | Sacerdotes    | Bautizados por sacerdote | Diáconos permanentes | Religiosos | Religiosos | Parroquias |
| Año                                                                             | Bautizados católicos | Total     | % de católicos | Total      | Clero secular | Clero regular | Bautizados por sacerdote | Diáconos permanentes | Varones    | Mujeres    | Parroquias |
| ------------------------------------------------------------------------------- | -------------------- | --------- | -------------- | ---------- | ------------- | ------------- | ------------------------ | -------------------- | ---------- | ---------- | ---------- |
| 1999                                                                            | 37 000               | 3 315 448 | 1.1            | 65         | 25            | 40            | 569                      |                      | 59         | 466        | 46         |
| 2000                                                                            | 27 878               | 3 315 448 | 0.8            | 65         | 25            | 40            | 428                      |                      | 64         | 480        | 48         |
| 2001                                                                            | 31 170               | 3 315 448 | 0.9            | 68         | 24            | 44            | 458                      |                      | 68         | 486        | 48         |
| 2002                                                                            | 31 170               | 3 315 448 | 0.9            | 70         | 25            | 45            | 445                      |                      | 63         | 489        | 48         |
| 2003                                                                            | 32 040               | 3 315 448 | 1.0            | 84         | 27            | 57            | 381                      |                      | 81         | 637        | 54         |
| 2004                                                                            | 32 540               | 3 315 448 | 1.0            | 83         | 26            | 57            | 392                      |                      | 81         | 637        | 54         |
| 2006                                                                            | 37 601               | 2 554 000 | 1.5            | 91         | 31            | 60            | 413                      |                      | 135        | 615        | 58         |
| 2011                                                                            | 48 899               | 2 734 000 | 1.8            | 116        | 44            | 72            | 421                      |                      | 118        | 581        | 59         |
| 2013                                                                            | 51 413               | ?         | ?              | 132        | 54            | 78            | 389                      |                      | 98         | 600        | 59         |
| 2016                                                                            | 54 652               | 2 874 064 | 1.9            | 126        | 54            | 72            | 433                      |                      | 107        | 544        | 57         |
| 2019                                                                            | 55 530               | 2 997 423 | 1.9            | 131        | 61            | 70            | 423                      |                      | 110        | 549        | 62         |
| 2021                                                                            | 55 804               | 3 254 577 | 1.7            | 131        | 56            | 75            | 425                      | 1                    | 123        | 579        | 62         |
| 2023                                                                            | 55 916               | 3 255 214 | 1.7            | 134        | 59            | 75            | 417                      | 1                    | 122        | 612        | 62         |
| 2025                                                                            | 55 759               | 3 286 871 | 1.7            | 157        | 69            | 88            | 355                      | 6                    | 8          | 603        | 63         |
| Fuente: Catholic-Hierarchy, que a su vez toma los datos del Anuario Pontificio. |                      |           |                |            |               |               |                          |                      |            |            |            |

Según el Boletín de la Santa Sede del 12 de abril de 2025 la diócesis tenía en ese momento 16 seminaristas mayores y 12 menores, 64 institutos de educación y 7 institutos de beneficencia.

## Episcopologio
- Varghese Chakkalakal (5 de noviembre de 1998-15 de mayo de 2012 nombrado obispo de Calicut)
- Alex Joseph Vadakumthala, desde el 1 de febrero de 2014